# Friuli Grave Cabernet franc riserva
Il Friuli Grave Cabernet franc riserva è un vino DOC la cui produzione è consentita nelle province di Pordenone e Udine.

## Caratteristiche organolettiche
- colore: rosso rubino intenso tendente al granato se invecchiato.
- odore: caratteristico, erbaceo.
- sapore: gradevole, fine, asciutto.

## Produzione
Provincia, stagione, volume in ettolitri
- nessun dato disponibile